# San Agustín de Cajas (Metro de Huancayo)
San Agustín de Cajas es el nombre asignado a la segunda futura estación del tramo suburbano del Metro de Huancayo en Perú. La estación será construida en la provincia de Huancayo.
La estación es la segunda a nivel del tramo suburbano, que se desarrolla en los exteriores de la ciudad de Huancayo.